# Saint-Jean-de-Lier
 Saint-Jean-de-Lier  (en occitano Sent Joan de Lièr) es una población y comuna francesa, situada en la región de Aquitania, departamento de Landas, en el distrito de Dax y cantón de Montfort-en-Chalosse.

## Demografía
| 360 | 353 | 316 | 321 | 309 | 323 |
| Para los censos de 1962 a 1999 la población legal corresponde a la población sin duplicidades (Fuente: INSEE [Consultar]) |     |     |     |     |     |